# Dieter Dengler

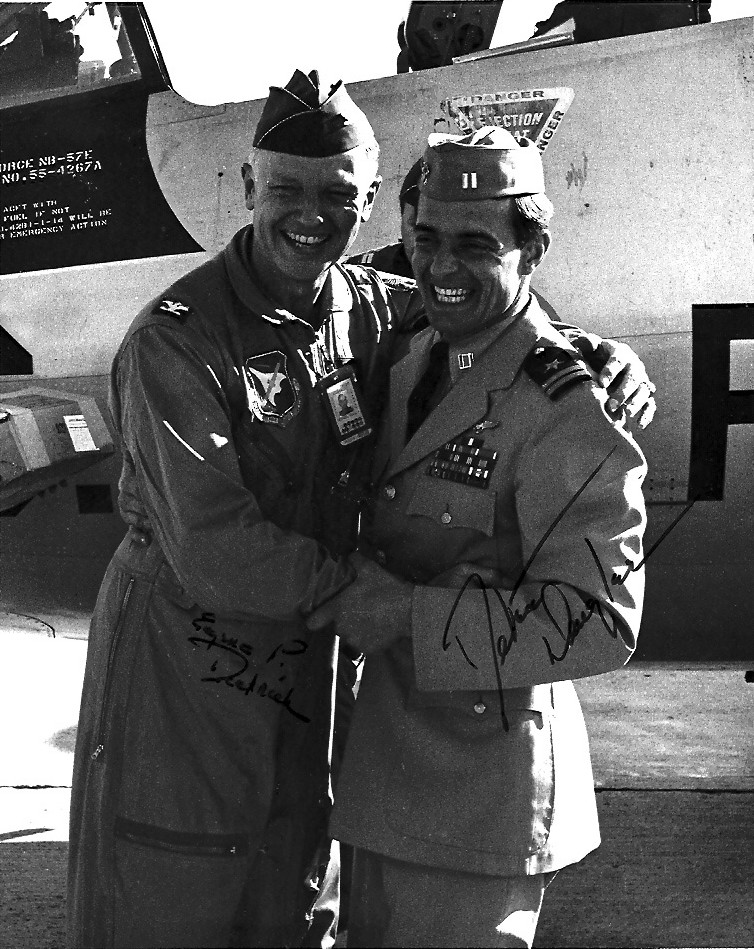
Eugene Deatrick och Dieter Dengler

Dieter Dengler, född 22 maj 1938 i Wildberg i Schwarzwald, Tyskland, död 7 februari 2001, var pilot inom amerikanska flottan under Vietnamkriget. År 1958 tog han värvning i amerikanska flygvapnet för att förverkliga sin dröm om att få flyga. Men efter grundutbildning och för att efter denna få tjänst i köket på Lackland Air Force Base i San Antonio, Texas, började han studera på college. Han tog värvning i flottan då han fått amerikanskt medborgarskap. Efter att genomgått flygutbildning blev han tillsammans med Attack Squadron 145 (VA-145) placerad på hangarfartyget USS Ranger med bas i Vietnam. Vid den här tiden hade skvadronen propellerdrivna flygplan, Douglas A-1H Skyraider.

## I laotiskt fångläger
Den 1 februari 1966 lyfte löjtnant Dieter Dengler i sitt flygplan tillsammans med tre andra flygplan på ett hemligt uppdrag nära gränsen till Laos. Vid deras mål blev hans plan träffat av luftvärn.
Dieter Dengler hamnade efter en kort tid i fångenskap hos den laotiska militärgruppen Pathet Lao. I fånglägret träffade han thailändarna Pisidhi Indradat, Prasit Promsuwan och Prasit Thanee, kinesen Y.C. To samt landsmännen Duane W. Martin och Eugene DeBruin. Här blev de alla kvar till den 29 juni samma år, då de lyckades rymma. Han ensam av de sju rymlingarna blev 23 dagar senare räddad av 1:st Air Commando Squadron.
Dieter Dengler fortsatte att flyga när han kommit tillbaka till USA, men bara som testpilot. Som sådan havererade han fyra gånger. Han var verksam som pilot inom TWA nästan ända fram tills 7 feb 2001 då han begick självmord. Han ligger begravd på Arlington National Cemetary.
Dieter Dengler fick sig tilldelad följande medaljer: Navy Cross, Distinguished Flying Cross, Purple Heart, Air Medal.
Hans äventyrliga liv återges i boken Escape from Laos som han skrev själv samt i filmerna Lille Dieter måste flyga (dokumentär, 1997) och Rescue Dawn (dramatisering, 2006)..